# GJ 758 C
GJ 758 C es el compañero potencial (y posible exoplaneta o enana marrón) en órbita alrededor de las estrellas de secuencia principal del  tipo G GJ 758, situado a unos 50 años luz de distancia, en la constelación de  Lyra.

## Sistema planetario
Pruebas de la existencia de GJ 758 C fueron descubiertas por imagen directa con el instrumento HiCIAO del  Telescopio Subaru , junto con evidencias de un  exoplaneta Si estos descubrimientos se confirman GJ 758 C será parte de uno de los pocos sistemas planetarios (fuera de nuestro propio) en ser directamente fotografiado (casi todos los otros exoplanetas descubiertos hasta la fecha han sido detectados usando métodos indirectos).